# Mokopa

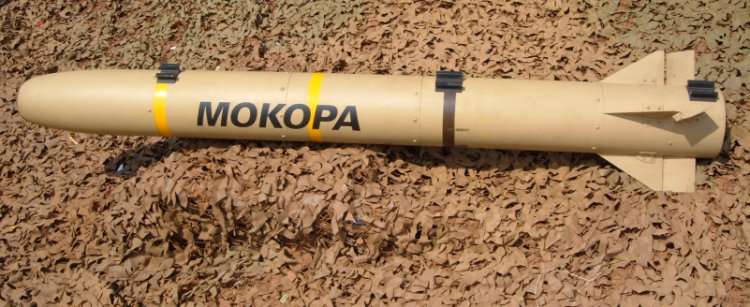
Mokopa

Mokopa é um míssil ar-superfície da África do Sul, designado primeiramente para ser usado como arma anticarro. Encontra-se em estágio final de desenvolvimento, onde será integrado ao AH-2 Rooivalk, helicóptero de ataque sul-africano. É produzido pela Denel.